# Crowne Plaza Copenhagen Towers
 For alternative betydninger, se Copenhagen Towers. (Se også artikler, som begynder med Copenhagen Towers)
Crowne Plaza Copenhagen Towers er et hotel i Crowne Plaza-hotelkæden, som er beliggende i Ørestad på Vestamager i København. 
Hotellet åbnede d. 16. november 2009 som Danmarks første CO2-neutrale hotel og med Nordens største solcelleanlæg integreret i sydfacaden. Det er en del af projektet Copenhagen Towers. 
Hotellet er tegnet af danske Dissing + Weitling og Norman Fosters tegnestue i London. Det er opført af Sjælsø Gruppen og med Midtconsult som rådgivende ingeniører.
Efter valget til Folketinget i 2011 holdt den nytiltrådte statsminister Helle Thorning-Schmidt (S) regeringsforhandling på hotellet sammen med SF og De Radikale.  
I begyndelsen af år 2014 fusionerede Crowne Plaza Copenhagen Towers med Bella Center-koncernen, der i dag er BC Hospitality Group. I år 2014 lancerede Crowne Plaza Copenhagen Towers desuden en større catering-business - 360 Grader Venue Catering - der leverer totalløsninger inden for catering til alle former for events.  